# What Do You Know, Deutschland?
KMFDM släppte What Do You Know, Deutschland? 1986 som sitt andra album. Titellåten är ett långt montage som attackerar USA:s inblandning i Europa efter andra världskriget. Låtarna på detta album brukar sällan spelas live.

## Låtlista
1. Kickin' Ass
2. Me I Funk
3. What Do You Know?
4. Conillon
5. Itchy Bitchy
6. Deutsche Schuld
7. Sieg Sieg
8. Positiv
9. Lufthans
10. Itchy Bitchy (Dance Version)
11. The Unrestrained Use Of Excessive Force